# Castello normanno
O Castello normanno (Castelo normando) localiza-se na cidade de Anversa degli Abruzzi, província de L'Aquila, na região de Abruzos (Itália).